# ZIN (Band)
ZIN ist eine alternative Elektropop-Band aus Leipzig.

## Geschichte
Gegründet wurde ZIN im Jahr 2005. Zu den Gründungsmitgliedern gehörten Sänger Sebastian Thon, der damals unter dem Künstlernamen „Iven Cole“ firmierte, Gitarrist Vincent Oley, Schlagzeuger Mika und Soundtüftler Markus Estbourg. Nach einer freundschaftlichen Trennung im Jahr 2012 verließen Vincent Oley und Mika die Band, um eigene Projekte weiterzuverfolgen. Sebastian Thon und Markus Estbourg arbeiteten weiter an der konzeptionellen und musikalischen Neuorientierung von ZIN.
Kurz nach der Bandgründung standen ZIN 2006 zusammen mit Phillip Boa auf der Bühne, der ZIN als Support-Band engagierte. Ein Jahr später veröffentlichte die Band ihr erstes Album mit dem Namen Tourists to This World und etablierte sich mit der Single-Auskopplung No Fakes and Fears.
2010 eröffneten ZIN als Gewinner der Amphi New Talents Show das Amphi Festival. Im selben Jahr erschien das zweite ZIN-Album mit dem Namen The Definition, dessen Cover vom renommierten Leipziger Maler Neo Rauch gezeichnet wurde.
Inmitten der zähen Arbeiten am lang erwarteten dritten Album trennte sich ZIN nicht nur von zwei Gründungsmitgliedern, sondern auch vom damaligen Label Brachialpop, von dem sich ZIN fortan nicht mehr ausreichend unterstützt sah. Das Ergebnis dieser Trennung war ein neuer, reduzierter Sound und eine neue taktische Ausrichtung, an deren Anfang die Gründung des eigenen ZIN Musikverlags stand, um maximale künstlerische Freiheit zurückzugewinnen.
In Eigenregie hat ZIN eine neue EP produziert, die voraussichtlich am 6. September 2014 veröffentlicht werden soll. Zur vorab ausgekoppelten Single Beast and Beats wurde vom Leipziger Videokünstler Paul Schlesier ein Video produziert, das in der für ZIN typischen, reduzierten Schwarz-Weiß-Ästhetik daherkommt. Ein weiteres Video unter der Regie des Leipziger Malers Tilo Baumgärtel soll im August veröffentlicht werden.

## Diskografie
- 2006: Tourists to This World (Album, Upart / Brachialpop / Rough Trade)
- 2010: The Definition (Album, Upart / Brachialpop / Rough Trade)

## Auszeichnungen
- 2010: Gewinner der Amphi New Talents Show